# لامبرتو جورجيس
لامبرتو جورجيس (بالإيطالية: Lamberto Giorgis)‏ (1932-30 أغسطس 2019) لاعب كرة قدم ومدير إيطالي.